# Суррей
Су́ррей (англ. Surrey, МФА: [ˈsʌri]) — графство в Англії.
Історично столицею графства є місто Гілфорд. У наш час[коли?] рада графства знаходиться в місті Кінгстон-на-Темзі, хоча територіально це місто належить до Великого Лондона.
Традиційне прізвисько вихідців із графства — «суррейські каплуни», оскільки жителі графства спеціалізувалися на відгодівлі курей для продажу на ринках Лондона.

## Історія
Серединні сакси, спочатку населяли гирло Темзи, у другій половині V століття стали просуватися вгору за течією, відтіснивши бриттів на захід від Ейлсбері і Суїндона. Основна область їх проживання перебувала на північ від Темзи, а тому землі на південь від неї отримали назву Сутерге або Сутріг, тобто Південний край. Пізніше ця назва перетворилася на «Суррей».
Сюди переселилися саксонські племена ескінгів, годґельмінгів, теттінгів, воккінгів, басінгів і соннінгів. Вони жили відокремлено під управлінням своїх вождів (або конунгів), але чіткої державної структури в них не існувало. Лише приблизно з середини утворилася посада верховного вождя (короля) Суррею. Близько 568 року був викопаний рів для розмежування Сутерге і Кентом.
До початку VII століття Сутерге потрапив під зверхність королівства Ессекс. Втім претензії на Суррей висунули королі Вессексу. У 623 році в результаті війни між Ессексом та Вессексом королі першого зазнали поразки й загинули, а Сутерге увійшов до складу Вессекса.
У наступні роки цей регіон не раз переходив з рук у руки. Він побував під владою Кента і Мерсії. Невідомо, чи змінилася панівна династія, або кожного разу володарями Суррею ставали представники панівних династій сюзерена.
У 675 році Сутерге став однією з останніх областей Англії, жителі якої прийняли християнство. У 685 році його захоплено Вессексом і з цього часу став відомий як Сутріг.
У 690 році була встановлена межа між Сутрігом і Вессекса. У 771 році Оффа, король Мерсії, включив Сутріг до складу свого королівства, але у 823 році Суррей знову був захоплений Вессексом. У середині IX століття Суррей був частиною Кента, який, своєю чергою, перебував у залежності від Вессексу. У 860 році Суррей остаточно увійшов до складу королівства Вессекс, отримавши статус графства.

### Королі
- королі Сутерге, 568—623
- представники Вессекської династії, 623—665
- Фрітувольд, 665—675
- Фрітурік, 675—685

## Економіка
Суррей — заможне графство, економіка якого сильно прив'язана до Лондона. Він має найбільший валовий внутрішній продукт на душу населення й найвищий рівень цін в усьому Сполученому Королівстві за межами столиці. У Сурреї живе найбільша кількість мільйонерів у країні. Середня заробітна платня висока завдяки великій кількості працівників фінансової сфери.

## У популярній культурі
Графство Суррей — батьківщина Гаррі Поттера.